# Deopalpus conformis
Deopalpus conformis är en tvåvingeart som först beskrevs av Henry J. Reinhard 1934.  Deopalpus conformis ingår i släktet Deopalpus och familjen parasitflugor.
Artens utbredningsområde är Arizona. Inga underarter finns listade i Catalogue of Life.